# Скрябино (Уржумский район)
Скрябино — деревня в Уржумском районе Кировской области в составе Петровского сельского поселения.

## География
Находится в правобережье Вятки на левом берегу реки Буй на расстоянии примерно 19 километров на север от районного центра города Уржум.

## История
Известна с 1748 года, когда в ней было учтено 119 душ мужского пола. В 1873 году в ней было учтено дворов 23 и жителей 86, в 1905 — 40 и 230, в 1926 — 64 и 260, в 1950 — 41 и 152, в 1989 — 39 жителей.

## Население
Постоянное население составляло 29 человека (русские 100 %) в 2002 году, 9 в 2010.